# Еню Каролев
Еню Цветков Каролев е български офицер, полковник.

## Биография
Роден е на 11 септември 1898 година в Габрово. През 1919 година завършва Военното училище в София. Започва служба в шестдесет и пети пехотен полк. От 1922 г. е в шеста пехотна дружина, а от 1929 г. в ШРБЕК. През 1932 г. е назначен в шести пехотен полк. От 1934 г. е в 18-и пограничен участък, а от 1938 г. е във Военното училище.
От 1942 година е назначен за командир на четиридесет и втори пехотен полк, от двадесет и девета пехотна дивизия. Уволнен е на 13 септември 1944 година.

## Военни звания
- Подпоручик (1919)
- Поручик (30 януари 1923)
- Капитан (15 юни 1928)
- Майор (6 май 1936)
- Подполковник (6 май 1940)
- Полковник (14 септември 1943)